# Inter Mediolan w sezonie 2021/2022
Sezon 2021/2022 był 114. sezonem w historii Interu Mediolan. W tym sezonie Internazionale zakończył sezon ligowy na 2. miejscu, a zwyciężył w Pucharze Włoch i Superpucharze Włoch. Rozgrywki Ligi Mistrzów UEFA zakończył na 1/8 finału.
Najlepszym strzelcem zespołu został Lautaro Martínez, który zdobył łącznie 25 bramek – 21 bramek w lidze, dwie bramki w Pucharze Włoch, jedną w Lidze Mistrzów, a także w Superpucharze Włoch.

## Skład
| Nr | Poz. | Piłkarz                               |
| -- | ---- | ------------------------------------- |
| 1  | BR   | Samir Handanovič (kapitan)            |
| 2  | OB   | Denzel Dumfries                       |
| 5  | PO   | Roberto Gagliardini                   |
| 6  | OB   | Stefan de Vrij                        |
| 7  | NA   | Alexis Sánchez                        |
| 8  | PO   | Matías Vecino                         |
| 9  | NA   | Edin Džeko                            |
| 10 | NA   | Lautaro Martínez                      |
| 11 | OB   | Aleksandar Kolarov                    |
| 13 | OB   | Andrea Ranocchia                      |
| 14 | PO   | Ivan Perišić                          |
| 18 | PO   | Robin Gosens (wypożyczony z Atalanty) |
| 19 | NA   | Joaquín Correa (wypożyczony z Lazio)  |

| Nr | Poz. | Piłkarz                              |
| -- | ---- | ------------------------------------ |
| 20 | PO   | Hakan Çalhanoğlu                     |
| 21 | BR   | Alex Cordaz                          |
| 22 | PO   | Arturo Vidal                         |
| 23 | PO   | Nicolò Barella                       |
| 32 | OB   | Federico Dimarco                     |
| 33 | OB   | Danilo D'Ambrosio                    |
| 36 | OB   | Matteo Darmian                       |
| 37 | OB   | Milan Škriniar                       |
| 77 | PO   | Marcelo Brozović                     |
| 88 | NA   | Felipe Caicedo (wypożyczony z Genoy) |
| 95 | OB   | Alessandro Bastoni                   |
| 97 | BR   | Ionuț Radu                           |

## Sztab Szkoleniowy
| Funkcja                         | Imię i nazwisko       |
| ------------------------------- | --------------------- |
| Trener                          | Simone Inzaghi        |
| Asystent trenera                | Massimiliano Farris   |
| Asystent techniczny             | Mario Cecchi          |
| Asystent techniczny             | Ferruccio Cerasaro    |
| Asystent techniczny             | Riccardo Rocchini     |
| Trener bramkarzy                | Adriano Bonaiuti      |
| Trener bramkarzy                | Gianluca Zappalà      |
| Trener przygotowania fizycznego | Fabio Ripert          |
| Trener przygotowania fizycznego | Claudio Spicciariello |
| Szef sztabu medycznego          | Piero Volpi           |
| Trener ds. rehabilitacji        | Andrea Belli          |

## Mecze towarzyskie
| 14 lipca 2021 | Inter Mediolan                                                                                            | 16:0 | Sarnico |                                         |
|               | Satriano · Pinamonti · Mulattieri · Dimarco · Gagliardini · Ranocchia · D'Ambrosio · Nunziatini · Colidio |      |         | Suning Training Centre, Appiano Gentile |

| Lugano Region Cup 17 lipca 2021 | Lugano                                    | 2:2 k. 3:4    | Inter Mediolan                                            |                                               |
| 20:30 CET                       | Lovrić 30' · Facchinetti 35'              | (1:2, k. 3:4) | 38' D'Ambrosio · 54' Satriano                             | Stadio Cornaredo, Lugano Sędzia: Luca Piccolo |
| 20:30 CET                       | · Marić · Ba · Lovrić · Guidotti · Čovilo | Rzuty karne   | · Dimarco · Pinamonti · Colidio · Gagliardini · Ranocchia | Stadio Cornaredo, Lugano Sędzia: Luca Piccolo |

| 21 lipca 2021 | Inter Mediolan                     | 4:0 | Pro Vercelli |                                         |
|               | Brozović · Çalhanoğlu · Mulattieri |     |              | Suning Training Centre, Appiano Gentile |

| 25 lipca 2021 | Inter Mediolan                                                   | 8:0 | Pergolettese |                                         |
| 18:00 CET     | Matteo Darmian · Satriano · Pinamonti · Gagliardini · Nunziatini |     |              | Suning Training Centre, Appiano Gentile |

| 28 lipca 2021 | Inter Mediolan                                                                         | 6:0   | Crotone |                                         |
| 18:00 CET     | Satriano 10' · Dimarco 22' · Çalhanoğlu 27' · Pinamonti 56' · Sensi 68' · Brozović 65' | (3:0) |         | Suning Training Centre, Appiano Gentile |

| 8 sierpnia 2021 | Parma | 0:2   | Inter Mediolan            |                                                        |
| 19:00 CET       |       | (0:0) | 59' Brozović · 69' Vecino | Stadio Ennio Tardini, Parma Sędzia: Gianluca Aureliano |

| 14 sierpnia 2021 | Inter Mediolan                      | 3:0   | Dynamo Kijów |                                                          |
| 18:30 CET        | Barella 13' · Džeko 34' · Sensi 60' | (2:0) |              | Stadio Brianteo, Monza Widzów: 0 Sędzia: Marco Piccinini |

## Rozgrywki

### Serie A

#### Tabela
| Lp. | Drużyna            | M  | Z  | R  | P  | B+ | B- | +/– | Pkt | Kwalifikacja lub spadek           |
| --- | ------------------ | -- | -- | -- | -- | -- | -- | --- | --- | --------------------------------- |
| 1   | Milan (M)          | 38 | 26 | 8  | 4  | 69 | 31 | +38 | 86  | Liga Mistrzów UEFA • Faza grupowa |
| 2   | Inter Mediolan (P) | 38 | 25 | 9  | 4  | 84 | 32 | +52 | 84  | Liga Mistrzów UEFA • Faza grupowa |
| 3   | Napoli             | 38 | 24 | 7  | 7  | 74 | 31 | +43 | 79  | Liga Mistrzów UEFA • Faza grupowa |
| 4   | Juventus           | 38 | 20 | 10 | 8  | 57 | 37 | +20 | 70  | Liga Mistrzów UEFA • Faza grupowa |
| 5   | Lazio              | 38 | 18 | 10 | 10 | 77 | 58 | +19 | 64  | Liga Europy UEFA • Faza grupowa   |

#### Mecze
| Serie A 121 sierpnia 2021 | Inter Mediolan                                       | 4:0   | Genoa |                                                                         |
| 18:30 CET                 | Škriniar 6' · Çalhanoğlu 14' · Vidal 74' · Džeko 88' | (2:0) |       | Stadion Giuseppe Meazzy, Mediolan Widzów: 27 402 Sędzia: Valerio Marini |

| Serie A 227 sierpnia 2021 | Hellas Verona | 1:3   | Inter Mediolan                   |                                                                                  |
| 20:45 CET                 | Ilić 19'      | (1:0) | 47' Martínez · 83', 90+4' Correa | Stadio Marcantonio Bentegodi, Werona Widzów: 11 214 Sędzia: Gianluca Manganiello |

| Serie A 312 września 2021 | Sampdoria                 | 2:2   | Inter Mediolan             |                                                                   |
| 12:30 CET                 | Yoshida 32' · Augello 47' | (1:2) | 18' Dimarco · 44' Martínez | Stadio Luigi Ferraris, Genua Widzów: 7 441 Sędzia: Daniele Orsato |

| Serie A 418 września 2021 | Inter Mediolan                                                         | 6:1   | Bologna    |                                                                           |
| 18:00 CET                 | Martínez 6' · Škriniar 30' · Barella 34' · Vecino 54' · Džeko 63', 68' | (3:0) | 86' Theate | Stadion Giuseppe Meazzy, Mediolan Widzów: 35 278 Sędzia: Giovanni Ayroldi |

| Serie A 521 września 2021 | Fiorentina | 1:3   | Inter Mediolan                        |                                                                         |
| 20:45 CET                 | Sottil 23' | (1:0) | 52' Darmian · 55' Džeko · 87' Perišić | Stadio Artemio Franchi, Florencja Widzów: 15 927 Sędzia: Michael Fabbri |

| Serie A 625 września 2021 | Inter Mediolan          | 2:2   | Atalanta                   |                                                                        |
| 18:00 CET                 | Martínez 5' · Džeko 71' | (1:2) | 30' Malinowski · 38' Tolói | Stadion Giuseppe Meazzy, Mediolan Widzów: 36 517 Sędzia: Fabio Maresca |

| Serie A 72 października 2021 | Sassuolo         | 1:2   | Inter Mediolan                |                                                                                              |
| 20:45 CET                    | Berardi 22' (k.) | (1:0) | 58' Džeko · 78' (k.) Martínez | Mapei Stadium – Città del Tricolore, Reggio nell’Emilia Widzów: 10 400 Sędzia: Luca Pairetto |

| Serie A 816 października 2021 | Lazio                                                            | 3:1   | Inter Mediolan |                                                                  |
| 18:00 CET                     | Immobile 64' (k.) · Felipe Anderson 81' · Milinković-Savić 90+1' | (0:1) | 12' Perišić    | Stadio Olimpico, Rzym Widzów: 42 000 Sędzia: Massimiliano Irrati |

| Serie A 924 października 2021 | Inter Mediolan | 1:1   | Juventus        |                                                                           |
| 20:45 CET                     | Džeko 17'      | (1:0) | 89' (k.) Dybala | Stadion Giuseppe Meazzy, Mediolan Widzów: 56 532 Sędzia: Maurizio Mariani |

| Serie A 1027 października 2021 | Empoli | 0:2   | Inter Mediolan               |                                                                      |
| 20:45 CET                      |        | (0:1) | 34' D'Ambrosio · 66' Dimarco | Stadio Carlo Castellani, Empoli Widzów: 9 335 Sędzia: Daniele Chiffi |

| Serie A 1131 października 2021 | Inter Mediolan  | 2:0   | Udinese |                                                                           |
| 12:30 CET                      | Correa 60', 68' | (0:0) |         | Stadion Giuseppe Meazzy, Mediolan Widzów: 48 076 Sędzia: Juan Luca Sacchi |

| Serie A 127 listopada 2021 | Milan              | 1:1   | Inter Mediolan      |                                                                         |
| 20:45 CET                  | De Vrij 17' (sam.) | (1:1) | 11' (k.) Çalhanoğlu | Stadion Giuseppe Meazzy, Mediolan Widzów: 56 608 Sędzia: Daniele Doveri |

| Serie A 1321 listopada 2021 | Inter Mediolan                              | 3:2   | Napoli                            |                                                                       |
| 18:00 CET                   | Çalhanoğlu 25' · Perišić 44' · Martínez 61' | (2:1) | 17' Piotr Zieliński · 79' Mertens | Stadion Giuseppe Meazzy, Mediolan Widzów: 56 649 Sędzia: Paolo Valeri |

| Serie A 1427 listopada 2021 | Venezia | 0:2   | Inter Mediolan                       |                                                                   |
| 20:45 CET                   |         | (0:1) | 34' Çalhanoğlu · 90+6' (k.) Martínez | Stadio Paolo Mazza, Ferrara Widzów: 8 303 Sędzia: Livio Marinelli |

| Serie A 151 grudnia 2021 | Inter Mediolan                      | 2:0   | Spezia |                                                                          |
| 18:30 CET                | Gagliardini 34' · Martínez 58' (k.) | (1:0) |        | Stadion Giuseppe Meazzy, Mediolan Widzów: 30 076 Sędzia: Davide Ghersini |

| Serie A 164 grudnia 2021 | Roma | 0:3   | Inter Mediolan                            |                                                             |
| 18:00 CET                |      | (0:3) | 15' Çalhanoğlu · 24' Džeko · 39' Dumfries | Stadio Olimpico, Rzym Widzów: 51 185 Sędzia: Marco Di Bello |

| Serie A 1712 grudnia 2021 | Inter Mediolan                                   | 4:0   | Cagliari |                                                                           |
| 20:45 CET                 | Martínez 29', 68' · Sánchez 50' · Çalhanoğlu 66' | (1:0) |          | Stadion Giuseppe Meazzy, Mediolan Widzów: 33 712 Sędzia: Matteo Marchetti |

| Serie A 1817 grudnia 2021 | Salernitana | 0:5   | Inter Mediolan                                                            |                                                                |
| 20:45 CET                 |             | (0:2) | 11' Perišić · 33' Dumfries · 52' Sánchez · 77' Martínez · 87' Gagliardini | Stadio Arechi, Salerno Widzów: 18 000 Sędzia: Maurizio Mariani |

| Serie A 1922 grudnia 2021 | Inter Mediolan | 1:0   | Torino |                                                                      |
| 18:30 CET                 | Dumfries 30'   | (1:0) |        | Stadion Giuseppe Meazzy, Mediolan Widzów: 41 413 Sędzia: Marco Guida |

| Serie A 219 stycznia 2022 | Inter Mediolan             | 2:1   | Lazio        |                                                                        |
| 20:45 CET                 | Bastoni 30' · Škriniar 67' | (1:1) | 35' Immobile | Stadion Giuseppe Meazzy, Mediolan Widzów: 29 471 Sędzia: Luca Pairetto |

| Serie A 2216 stycznia 2022 | Atalanta | 0:0   | Inter Mediolan |                                                                            |
| 20:45 CET                  |          | (0:0) |                | Stadio Atleti Azzurri d’Italia, Bergamo Widzów: 5 000 Sędzia: Davide Massa |

| Serie A 2322 stycznia 2022 | Inter Mediolan          | 2:1   | Venezia   |                                                                          |
| 18:00 CET                  | Barella 40' · Džeko 90' | (1:1) | 19' Henry | Stadion Giuseppe Meazzy, Mediolan Widzów: 5 000 Sędzia: Matteo Marchetti |

| Serie A 245 lutego 2022 | Inter Mediolan | 1:2   | Milan           |                                                                      |
| 18:00 CET               | Perišić 38'    | (1:0) | 75', 78' Giroud | Stadion Giuseppe Meazzy, Mediolan Widzów: 37 918 Sędzia: Marco Guida |

| Serie A 2512 lutego 2022 | Napoli          | 1:1   | Inter Mediolan |                                                                             |
| 18:00 CET                | Insigne 7' (k.) | (1:0) | 47' Džeko      | Stadio Diego Armando Maradona, Napoli Widzów: 27 000 Sędzia: Daniele Doveri |

| Serie A 2620 lutego 2022 | Inter Mediolan | 0:2   | Sassuolo                    |                                                                             |
| 18:00 CET                |                | (0:2) | 8' Raspadori · 26' Scamacca | Stadion Giuseppe Meazzy, Mediolan Widzów: 38 324 Sędzia: Francesco Fourneau |

| Serie A 2725 lutego 2022 | Genoa | 0:0   | Inter Mediolan |                                                                    |
| 21:00 CET                |       | (0:0) |                | Stadio Luigi Ferraris, Genua Widzów: 14 314 Sędzia: Daniele Chiffi |

| Serie A 284 marca 2022 | Inter Mediolan                          | 5:0   | Salernitana |                                                                          |
| 20:45 CET              | Martínez 22', 40', 56' · Džeko 64', 69' | (2:0) |             | Stadion Giuseppe Meazzy, Mediolan Widzów: 46 287 Sędzia: Livio Marinelli |

| Serie A 2913 marca 2022 | Torino     | 1:1   | Inter Mediolan |                                                                     |
| 20:45 CET               | Bremer 12' | (1:0) | 90+3' Sánchez  | Stadio Olimpico di Torino, Turyn Widzów: 15 363 Sędzia: Marco Guida |

| Serie A 3019 marca 2022 | Inter Mediolan | 1:1   | Fiorentina   |                                                                         |
| 18:00 CET               | Dumfries 55'   | (0:0) | 50' Torreira | Stadion Giuseppe Meazzy, Mediolan Widzów: 54 988 Sędzia: Daniele Chiffi |

| Serie A 313 kwietnia 2022 | Juventus | 0:1   | Inter Mediolan        |                                                                   |
| 20:45 CET                 |          | (0:1) | 45+5' (k.) Çalhanoğlu | Allianz Stadium, Turyn Widzów: 40 093 Sędzia: Massimiliano Irrati |

| Serie A 329 kwietnia 2022 | Inter Mediolan          | 2:0   | Hellas Verona |                                                                          |
| 18:00 CET                 | Barella 22' · Džeko 30' | (2:0) |               | Stadion Giuseppe Meazzy, Mediolan Widzów: 61 325 Sędzia: Livio Marinelli |

| Serie A 3315 kwietnia 2022 | Spezia       | 1:3   | Inter Mediolan                              |                                                                      |
| 19:00 CET                  | Maggiore 88' | (0:1) | 31' Brozović · 73' Martínez · 90+4' Sánchez | Stadio Alberto Picco, La Spezia Widzów: 11 382 Sędzia: Fabio Maresca |

| Serie A 3423 kwietnia 2022 | Inter Mediolan                             | 3:1   | Roma            |                                                                       |
| 18:00 CET                  | Dumfries 30' · Brozović 40' · Martínez 52' | (2:0) | 85' Mychitarian | Stadion Giuseppe Meazzy, Mediolan Widzów: 74 497 Sędzia: Simone Sozza |

| Serie A 2027 kwietnia 2022 | Bologna                      | 2:1   | Inter Mediolan |                                                                       |
| 20:15 CET                  | Anrautović 28' · Sansone 81' | (1:1) | 3' Perišić     | Stadio Renato Dall’Ara, Bolonia Widzów: 26 034 Sędzia: Daniele Doveri |

| Serie A 351 maja 2022 | Udinese      | 1:2   | Inter Mediolan             |                                                            |
| 18:00 CET             | Pussetto 72' | (0:2) | 12' Perišić · 39' Martínez | Stadio Friuli, Udine Widzów: 20 910 Sędzia: Daniele Chiffi |

| Serie A 366 maja 2022 | Inter Mediolan                                           | 4:2   | Empoli                     |                                                                               |
| 18:45 CET             | Romagnoli 40' (sam.) · Martínez 45', 64' · Sánchez 90+4' | (2:2) | 5' Pinamonti · 28' Asllani | Stadion Giuseppe Meazzy, Mediolan Widzów: 69 959 Sędzia: Gianluca Manganiello |

| Serie A 3715 maja 2022 | Cagliari      | 1:3   | Inter Mediolan                  |                                                                |
| 20:45 CET              | Likojanis 52' | (0:1) | 25' Darmian · 51', 84' Martínez | Sardegna Arena, Cagliari Widzów: 15 443 Sędzia: Daniele Doveri |

| Serie A 3822 maja 2022 | Inter Mediolan                | 3:0   | Sampdoria |                                                                         |
| 18:00 CET              | Perišić 49' · Correa 55', 57' | (0:0) |           | Stadion Giuseppe Meazzy, Mediolan Widzów: 71 109 Sędzia: Marco Di Bello |

### Puchar Włoch
| 1/8 finału 19 stycznia 2022 | Inter Mediolan                             | 3:2 (pd.) | Empoli                        |                                                                          |
| 21:00 CET                   | Sánchez 13' · Ranocchia 90+1' · Sensi 104' | (1:0)     | 61' Bajrami · 76' (sam.) Radu | Stadion Giuseppe Meazzy, Mediolan Widzów: 5 000 Sędzia: Juan Luca Sacchi |

| Ćwierćfinał 8 lutego 2022 | Inter Mediolan         | 2:0   | Roma |                                                                         |
| 21:00 CET                 | Džeko 2' · Sánchez 68' | (1:0) |      | Stadion Giuseppe Meazzy, Mediolan Widzów: 38 000 Sędzia: Marco Di Bello |

| Półfinał 1 marca 2022 | Milan | 0:0   | Inter Mediolan |                                                                           |
| 21:00 CET             |       | (0:0) |                | Stadion Giuseppe Meazzy, Mediolan Widzów: 53 881 Sędzia: Maurizio Mariani |

| Półfinał 19 kwietnia 2022 | Inter Mediolan                | 3:0   | Milan |                                                                           |
| 21:00 CET                 | Martínez 4', 40' · Gosens 82' | (1:0) |       | Stadion Giuseppe Meazzy, Mediolan Widzów: 74 508 Sędzia: Maurizio Mariani |

| Finał 11 maja 2022 | Juventus                  | 2:4   | Inter Mediolan                                       |                                                           |
| 21:00 CET          | Sandro 50' · Vlahović 52' | (0:1) | 7' Barella · 80' Çalhanoğlu · 99' (k.), 102' Perišić | Stadio Olimpico, Rzym Widzów: 67 944 Sędzia: Paolo Valeri |

### Superpuchar Włoch
| Superpuchar Włoch 12 stycznia 2022 | Inter Mediolan                     | 2:1 (pd.) | Juventus     |                                                                         |
| 21:00 CET                          | Martínez 35' (k.) · Sánchez 120+1' | (1:1)     | 25' McKennie | Stadion Giuseppe Meazzy, Mediolan Widzów: 29 696 Sędzia: Daniele Doveri |

### Faza grupowa
| Lp. | Drużyna               | M | Z | R | P | Bramki | Bramki | +/– | Pkt |
| --- | --------------------- | - | - | - | - | ------ | ------ | --- | --- |
| 1   | Real Madryt (A)       | 6 | 5 | 0 | 1 | 14     | 3      | +11 | 15  |
| 2   | Inter Mediolan (A)    | 6 | 3 | 1 | 2 | 8      | 5      | +3  | 10  |
| 3   | Sheriff Tyraspol (LE) | 6 | 2 | 1 | 3 | 7      | 11     | −4  | 7   |
| 4   | Szachtar Donieck      | 6 | 0 | 2 | 4 | 2      | 12     | −10 | 2   |

|                  | INT | RMA | SZA | SHE |
| ---------------- | --- | --- | --- | --- |
| Inter Mediolan   | –   | 0:1 | 2:0 | 3:1 |
| Real Madryt      | 2:0 | –   | 2:1 | 1:2 |
| Szachtar Donieck | 0:0 | 0:5 | –   | 1:1 |
| Sheriff Tyraspol | 1:3 | 0:3 | 2:0 | –   |

| Liga Mistrzów faza grupowa 115 września 2021 | Inter Mediolan | 0:1   | Real Madryt |                                                                         |
| 21:00 CET                                    |                | (0:0) | 89' Rodrygo | Stadion Giuseppe Meazzy, Mediolan Widzów: 37 082 Sędzia: Daniel Siebert |

| Liga Mistrzów faza grupowa 228 września 2021 | Szachtar Donieck | 0:0   | Inter Mediolan |                                                                |
| 18:45 CET                                    |                  | (0:0) |                | Stadion Olimpijski, Kijów Widzów: 26 170 Sędzia: István Kovács |

| Liga Mistrzów faza grupowa 319 października 2021 | Inter Mediolan                      | 3:1   | Sheriff Tyraspol |                                                                         |
| 21:00 CET                                        | Džeko 34' · Vidal 58' · De Vrij 67' | (1:0) | 52' Thill        | Stadion Giuseppe Meazzy, Mediolan Widzów: 43 305 Sędzia: Danny Makkelie |

| Liga Mistrzów faza grupowa 43 listopada 2021 | Sheriff Tyraspol | 1:3   | Inter Mediolan                            |                                                              |
| 21:00 CET                                    | Traoré 90+2'     | (0:0) | 54' Brozović · 66' Škriniar · 82' Sánchez | Stadion Sheriff, Tyraspol Widzów: 5 930 Sędzia: Felix Zwayer |

| Liga Mistrzów faza grupowa 524 listopada 2021 | Inter Mediolan | 2:0   | Szachtar Donieck |                                                                         |
| 18:45 CET                                     | Džeko 61', 67' | (0:0) |                  | Stadion Giuseppe Meazzy, Mediolan Widzów: 46 225 Sędzia: Ovidiu Hațegan |

| Liga Mistrzów faza grupowa 67 grudnia 2021 | Real Madryt             | 2:0   | Inter Mediolan |                                                                      |
| 21:00 CET                                  | Kroos 17' · Asensio 79' | (1:0) |                | Estadio Santiago Bernabéu, Madryt Widzów: 46 887 Sędzia: Felix Brych |

### Faza pucharowa
| Liga Mistrzów 1/8 finału 16 lutego 2022 | Inter Mediolan | 0:2   | Liverpool               |                                                                           |
| 21:00 CET                               |                | (0:0) | 75' Firmino · 83' Salah | Stadion Giuseppe Meazzy, Mediolan Widzów: 37 918 Sędzia: Szymon Marciniak |

| Liga Mistrzów 1/8 finału 8 marca 2022 | Liverpool | 0:1   | Inter Mediolan |                                                               |
| 21:00 CET                             |           | (0:0) | 62' Martínez   | Anfield, Liverpool Widzów: 51 747 Sędzia: Antonio Mateu Lahoz |

## Statystyki

### Mecze i bramki
| Numer | Piłkarz             | Serie A | Serie A | Puchar Włoch | Puchar Włoch | Liga Mistrzów | Liga Mistrzów | Superpuchar | Superpuchar | Suma  | Suma   |
| Numer | Piłkarz             | Mecze   | Bramki  | Mecze        | Bramki       | Mecze         | Bramki        | Mecze       | Bramki      | Mecze | Bramki |
| ----- | ------------------- | ------- | ------- | ------------ | ------------ | ------------- | ------------- | ----------- | ----------- | ----- | ------ |
| 1     | Samir Handanovič    | 37      | 0       | 4            | 0            | 8             | 0             | 1           | 0           | 50    | 0      |
| 21    | Alex Cordaz         | 1       | 0       | 1            | 0            | 0             | 0             | 0           | 0           | 2     | 0      |
| 2     | Denzel Dumfries     | 33      | 5       | 4            | 0            | 7             | 1             | 0           | 0           | 45    | 5      |
| 6     | Stefan de Vrij      | 30      | 0       | 4            | 0            | 6             | 1             | 1           | 0           | 41    | 1      |
| 11    | Aleksandar Kolarov  | 3       | 0       | 0            | 0            | 1             | 0             | 0           | 0           | 4     | 0      |
| 13    | Andrea Ranocchia    | 6       | 0       | 1            | 1            | 3             | 0             | 0           | 0           | 10    | 1      |
| 18    | Robin Gosens        | 7       | 0       | 2            | 1            | 0             | 0             | 0           | 0           | 9     | 1      |
| 32    | Federico Dimarco    | 32      | 2       | 2            | 0            | 7             | 0             | 1           | 0           | 42    | 2      |
| 33    | Danilo D'Ambrosio   | 20      | 1       | 4            | 0            | 3             | 0             | 0           | 0           | 27    | 1      |
| 36    | Matteo Darmian      | 25      | 2       | 5            | 0            | 5             | 0             | 1           | 0           | 36    | 2      |
| 37    | Milan Škriniar      | 35      | 3       | 4            | 0            | 8             | 1             | 1           | 0           | 48    | 4      |
| 46    | Mattia Zanotti      | 1       | 0       | 0            | 0            | 0             | 0             | 0           | 0           | 1     | 0      |
| 95    | Alessandro Bastoni  | 31      | 1       | 4            | 0            | 8             | 0             | 1           | 0           | 44    | 1      |
| 5     | Roberto Gagliardini | 18      | 2       | 1            | 0            | 5             | 0             | 0           | 0           | 24    | 2      |
| 8     | Matías Vecino       | 17      | 1       | 2            | 0            | 4             | 0             | 0           | 0           | 23    | 1      |
| 12    | Stefano Sensi       | 9       | 1       | 1            | 1            | 2             | 0             | 0           | 0           | 12    | 2      |
| 14    | Ivan Perišić        | 35      | 8       | 5            | 2            | 8             | 0             | 1           | 0           | 49    | 10     |
| 20    | Hakan Çalhanoğlu    | 33      | 7       | 4            | 1            | 6             | 0             | 1           | 0           | 45    | 8      |
| 22    | Arturo Vidal        | 28      | 1       | 5            | 0            | 7             | 1             | 1           | 0           | 41    | 2      |
| 23    | Nicolò Barella      | 36      | 3       | 4            | 1            | 6             | 0             | 1           | 0           | 47    | 4      |
| 77    | Marcelo Brozović    | 35      | 2       | 4            | 0            | 8             | 1             | 0           | 0           | 48    | 3      |
| 7     | Alexis Sánchez      | 27      | 5       | 5            | 2            | 6             | 1             | 1           | 1           | 39    | 9      |
| 9     | Edin Džeko          | 36      | 13      | 5            | 1            | 7             | 3             | 1           | 0           | 49    | 17     |
| 10    | Lautaro Martínez    | 35      | 21      | 5            | 2            | 8             | 1             | 1           | 1           | 49    | 25     |
| 19    | Joaquín Correa      | 26      | 6       | 4            | 0            | 5             | 0             | 1           | 0           | 36    | 6      |
| 48    | Martín Satriano     | 4       | 0       | 0            | 0            | 0             | 0             | 0           | 0           | 4     | 0      |
| 88    | Felipe Caicedo      | 3       | 0       | 0            | 0            | 0             | 0             | 0           | 0           | 3     | 0      |

### Najlepsi strzelcy
| L.p. | Numer | Piłkarz             | Serie A | Puchar Włoch | Liga Mistrzów | Superpuchar | Suma |
| ---- | ----- | ------------------- | ------- | ------------ | ------------- | ----------- | ---- |
| 1.   | 10    | Lautaro Martínez    | 21      | 2            | 1             | 1           | 25   |
| 2.   | 9     | Edin Džeko          | 13      | 1            | 3             | 0           | 17   |
| 3.   | 14    | Ivan Perišić        | 8       | 2            | 0             | 0           | 10   |
| 4.   | 7     | Alexis Sánchez      | 5       | 2            | 1             | 1           | 9    |
| 5.   | 20    | Hakan Çalhanoğlu    | 7       | 1            | 0             | 0           | 8    |
| 6.   | 19    | Joaquín Correa      | 6       | 0            | 0             | 0           | 6    |
| 7.   | 2     | Denzel Dumfries     | 5       | 0            | 0             | 0           | 5    |
| 8.   | 23    | Nicolò Barella      | 3       | 1            | 0             | 0           | 4    |
| 8.   | 37    | Milan Škriniar      | 3       | 0            | 1             | 0           | 4    |
| 10.  | 77    | Marcelo Brozović    | 2       | 0            | 1             | 0           | 3    |
| 11.  | 5     | Roberto Gagliardini | 2       | 0            | 0             | 0           | 2    |
| 11.  | 36    | Matteo Darmian      | 2       | 0            | 0             | 0           | 2    |
| 11.  | 22    | Arturo Vidal        | 1       | 0            | 1             | 0           | 2    |
| 11.  | 32    | Federico Dimarco    | 2       | 0            | 0             | 0           | 2    |
| 15.  | 77    | Robin Gosens        | 0       | 1            | 0             | 0           | 1    |
| 15.  | 13    | Andrea Ranocchia    | 0       | 1            | 0             | 0           | 1    |
| 15.  | 12    | Stefano Sensi       | 0       | 1            | 0             | 0           | 1    |
| 15.  | 8     | Matías Vecino       | 1       | 0            | 0             | 0           | 1    |
| 15.  | 33    | Danilo D'Ambrosio   | 1       | 0            | 0             | 0           | 1    |
| 15.  | 33    | Stefan de Vrij      | 0       | 0            | 1             | 0           | 1    |
| 15.  | 95    | Alessandro Bastoni  | 1       | 0            | 0             | 0           | 1    |